# U-69号潜艇 (1915年)
陛下之69号潜艇是第一次世界大战期间运用于德意志帝国海军的UD级潜艇或称U艇的第三艘艇。它原本由奥匈帝国海军向日耳曼尼亚船厂订购，并以U-10号的名义自1914年2月开始在基尔铺设龙骨，但随着1914年8月战争爆发后，奥匈帝国海军确信该艇无法通过直布罗陀交付至亚得里亚海，遂于1914年11月将包括U-10号在内的五艘UD级潜艇整体转售予德意志帝国海军。
在德国人手中，U-10号被重编为U-69号，并按照德国的规格进行重新设计和改建。U-69号于1915年6月下水，至同年9月投入使用。竣工后，它的水上排水量为791吨，水下排水量为933吨。艇只全长69.50米，装备有五具鱼雷发射管和一门甲板炮。
战争期间，作为第四区舰队的一分子，U-69号在五次巡逻中共击沉了31艘协约国或中立国船舶，容积总吨为102875吨。1917年7月9日，U-69号驶离埃姆登前往爱尔兰海域展开第六次巡逻。7月11日，该艇报告了它在挪威附近的方位，但此后连同其船员都没有再传出任何消息。英国记录报称，U-69号是在7月12日遭驱逐舰爱国者号击沉，但战后德国的一项研究则对此表示怀疑。官方对该艇的结局仍然一无所知。

## 设计及建造
奥匈帝国海军在评估了三款竞争性的外国潜艇设计之后，最终选择了日耳曼尼亚船厂的506d型设计，即后来的UD级，来装备其U-7至U-11号潜艇。海军于1913年2月1日签署了五艘潜艇的订购合同。
506d型方案被奥匈帝国海军视为U-3级潜艇的改进版本，后者同样是日耳曼尼亚船厂的产品。根据奥匈帝国海军的计划，这些艇只的水上排水量为695吨，水下排水量为885吨。它们均为双层艇体，全长69.50米，舷宽6.30米，吃水3.79米。奥地利的规范要求这些双轴潜艇只在水上运行时使用双柴油发动机（总功率2,300匹公制馬力, 2,269匹制動馬力1,692千瓦特），速度最高可达17節（31每小時）；在水下运行时使用双电动发电机（总功率1,240匹公制馬力, 1,223匹軸馬力912千瓦特），最高速度为11節（20每小時）。艇只配备有五具450毫米鱼雷发射管，其中四具在艇艏、一具在艇艉。甲板炮则是一门66毫米26倍径炮。
作为同级的第三艘艇，U-10号是自1914年2月7日开始铺设龙骨。根据建造计划，它将在29至33个月内完工。但当1914年8月第一次世界大战爆发时，U-10号及其任何一艘姊妹艇都没有完成。由于这些潜艇是在波罗的海沿岸的基尔建造的，奥地利人确信它们将不可能完成交付：艇只需要行经隶属英国领土的直布罗陀，才能被转运至地中海，而奥匈帝国与英国当时正处交战状态。结果，U-10号及其四艘姊妹艇于1914年11月28日被转售予德意志帝国海军。
U-10号被德国人重新编为U-69号，而它的船级也被重新指定为UD级。德意志帝国海军根据德国标准对潜艇进行了重新设计和建造，将水上和水下排水量分别提高了96吨和48吨。鱼雷携弹量也增加了三分之一，从9枚增加至12枚，甲板炮的尺寸则从最初指定的66毫米升级为88毫米30倍径速射炮。

## 服役历史
U-69号于1915年6月24日下水。同年9月4日，它在首任暨唯一一任艇长、海军上尉恩斯特·威廉姆斯的指挥下正式投入使用。自1916年3月4日起，艇只被分配至驻埃姆登及博尔库姆的第四半区舰队服役。
第一次世界大战期间，U-69号在北大西洋东部共完成了五次巡逻，累计击沉31艘协约国或中立国船舶，容积总吨达102875吨。就击沉船只数量而言，U-69号最成功的一个月是1916年4月，当时它在六天内便击沉了8艘合共21051总吨的船只。击沉吨位最高的月份则是1917年6月：在九天的时间里，它便击沉了累计达29808总吨的5艘船只；其中近半数的吨位贡献来自一艘船，即是6月14日被击沉、容积总吨为13441吨的英国皇家海军武装商船复仇者号（Avenger）。当时复仇者号在设得兰群岛附近巡逻，在返回斯卡帕湾时，其左舷被U-69号发射的一枚鱼雷击中。这艘船开始严重倾侧，随即疏散部分船员，同时由一艘驱逐舰前来将其拖行。尽管英国人为救援该船付出了艰辛的努力，但复仇者号还是在受袭10小时后因内部舱壁坍塌而沉没。1名船员在事件中丧生。此外，另一艘容积为168总吨的英国海军拖网船纪元号（HMT Era）也于1916年7月11日在阿伯丁附近被U-69号以甲板炮击沉。
1917年7月8日，U-69号从埃姆登出发，开始了其第六次也是最后一次巡逻，前往爱尔兰近海作战。该艇于7月11日02:30报告称其身处挪威林讷角以南35海里（65）的方位，是已知与U-69号的最后一次联络。此后它便被视为失踪。根据海军历史学家德怀特·梅西默引述两位英国消息人士的说法，是英国驱逐舰爱国者号于7月12日在60°25′N 1°32′E / 60.417°N 1.533°E的方位击沉了U-69号。当时一名瞭望员在爱国者号放飞的系留气球上于07:00发现了水面上的一艘U艇。后者随即潜入水中，爱国者号则一直追击至中午，直到投掷出两枚深水炸弹，将U艇厚厚的棕色燃油炸漂出水面。德国战后的一项研究则对爱国者号攻击的潜艇是否为U-69号提出了质疑。然而，英国的无线电信息表明，U-69号确实到达了指定的作战区域，并在那里至少行动至7月23日。一些消息来源甚至将希腊货轮米克利斯号（Mikelis）于7月24日的沉没归咎于U-69号，但这同样存在争议。没有英国或美国的官方报告能够无可置疑地证明U-69号被击沉。因此，该艇也有可能是触雷、或是因机件故障或人为错误而导致的海损。

## 袭击历史摘要
| 日期           | 船名            | 船籍         | 吨位  | 结局 |
| -------------- | --------------- | ------------ | ----- | ---- |
| 1916年4月15日  | 费尔波特号      | 英国         | 3838  | 击沉 |
| 1916年4月15日  | 施万登号        | 俄罗斯帝国   | 844   | 击沉 |
| 1916年4月16日  | 格伦东号        | 挪威         | 1918  | 击沉 |
| 1916年4月16日  | 哈罗人号        | 英国         | 4309  | 击沉 |
| 1916年4月16日  | 帕佩雷拉号      | 挪威         | 1591  | 击沉 |
| 1916年4月17日  | 埃内斯特·雷耶号 | 法國         | 2708  | 击沉 |
| 1916年4月18日  | 拉文希尔号      | 英国         | 1826  | 击沉 |
| 1916年4月20日  | 凯恩戈万号      | 英国         | 4017  | 击沉 |
| 1916年7月11日  | 纪元号          | 英國皇家海軍 | 168   | 击沉 |
| 1916年10月20日 | 圆曲斑螟号      | 英国         | 4309  | 击沉 |
| 1916年10月24日 | 苏拉号          | 挪威         | 3057  | 击沉 |
| 1916年10月26日 | 北威尔士号      | 英国         | 4072  | 击沉 |
| 1916年10月26日 | 拉帕汉诺克号    | 英国         | 3871  | 击沉 |
| 1916年11月2日  | 斯佩罗号        | 英国         | 1132  | 击沉 |
| 1916年11月3日  | 贝尔塔号        | 瑞典         | 591   | 击沉 |
| 1917年4月20日  | 安纳波利斯号    | 英国         | 4567  | 击沉 |
| 1917年4月25日  | 赫斯珀里得斯号  | 英国         | 3393  | 击沉 |
| 1917年4月26日  | 拉热斯河号      | 英国         | 3591  | 击沉 |
| 1917年4月26日  | 沃克斯霍尔号    | 英国         | 3629  | 击沉 |
| 1917年5月1日   | 罗金厄姆号      | 美国         | 4555  | 击沉 |
| 1917年5月2日   | 特洛伊罗斯号    | 英国         | 7625  | 击沉 |
| 1917年5月29日  | 阿尔戈号        | 瑞典         | 123   | 击沉 |
| 1917年5月29日  | 伊内丝号        | 瑞典         | 261   | 击沉 |
| 1917年5月29日  | N·尼尔森总督号  | 丹麦         | 1395  | 击沉 |
| 1917年5月31日  | 埃斯内号        | 英国         | 3247  | 击沉 |
| 1917年6月3日   | 路易莎号        | 義大利王國   | 1648  | 击伤 |
| 1917年6月6日   | 无玷号          | 英国         | 5160  | 击沉 |
| 1917年6月8日   | 恩尼德温号      | 英国         | 3594  | 击沉 |
| 1917年6月8日   | 萨拉戈萨号      | 英国         | 3541  | 击沉 |
| 1917年6月13日  | 凯文班克号      | 英国         | 4072  | 击沉 |
| 1917年6月14日  | 复仇者号        | 英國皇家海軍 | 13441 | 击沉 |
| 1917年7月24日  | 米克利斯号      | 希腊         | 2430  | 击沉 |

## 脚注
1. 1 2 3 4  Gardiner，第177頁.
2. 1 2 3 4 5  Helgason, Guðmundur. . German and Austrian U-boats of World War I - Kaiserliche Marine - Uboat.net.
3. 1 2 3  Gröner 1991，第10頁.
4. 1 2  Helgason, Guðmundur. . German and Austrian U-boats of World War I - Kaiserliche Marine - Uboat.net.   [2021-10-13].
5. ↑  Gardiner，第340頁.
6. 1 2 3 4  Gardiner，第343頁.
7. ↑  Gardiner，第342–343頁.
8. ↑  Helgason, Guðmundur. . German and Austrian U-boats of World War I - Kaiserliche Marine - Uboat.net.
9. ↑  Helgason, Guðmundur. . German and Austrian U-boats of World War I - Kaiserliche Marine - Uboat.net.
10. ↑  Helgason, Guðmundur. . German and Austrian U-boats of World War I - Kaiserliche Marine - Uboat.net.
11. ↑  Helgason, Guðmundur. . German and Austrian U-boats of World War I - Kaiserliche Marine - Uboat.net.
12. ↑  Sieche，第19頁.
13. ↑  Tarrant，第34頁.
14. ↑  Herzog，第139頁.
15. 1 2  Helgason, Guðmundur. . German and Austrian U-boats of World War I - Kaiserliche Marine - Uboat.net.   [2021-10-13].
16. ↑  Helgason, Guðmundur. . German and Austrian U-boats of World War I - Kaiserliche Marine - Uboat.net.   [2008-12-09].
17. ↑  Hepper，第93頁.
18. ↑  Helgason, Guðmundur. . German and Austrian U-boats of World War I - Kaiserliche Marine - Uboat.net.   [2021-10-13].
19. ↑  Herzog，第90頁.
20. ↑  Messimer，第88頁.
21. ↑  Helgason, Guðmundur. . German and Austrian U-boats of World War I - Kaiserliche Marine - Uboat.net.   [2021-10-13].
22. ↑  Kemp，第31頁.